# العقل زينة (فلم)
العقل زينة هو فيلم مصري عرض عام 1950، بطولة كاميليا ونور الدمرداش ، ومن إخراج حسن رضا.

## قصة الفيلم
نونو شاب مستهتر سكير عربيد، يرغب عمه حنفي في تزويجه من ابنته ليلى، وتقرر الأسرة أن تمهله فرصة لكي يصلح من شأنه كي يكون مؤهلًا للزواج، وتتآمر صديقته الراقصة لكي لا يتم الزواج.

## طاقم التمثيل
- كاميليا
- نور الدمرداش
- هند رستم
- زينات صدقي
- محمد توفيق
- محمد الديب
- فريد شوقي
- محمد علوان
- فوزية إبراهيم
- إبراهيم جكلة
- عبد الفتاح القصري

## فريق العمل
- إخراج: حسن رضا
- قصة: صلاح أبو سيف
- سيناريو: حسن رضا
- حوار: جليل البنداري
- مدير التصوير: برونو سالفي
- مونتاج: فتحي قاسم